# 垎塔埠街道
垎塔埠街道，是中华人民共和国山東省枣庄市市中区下辖的一个乡镇级行政单位。

## 行政区划
垎塔埠街道下辖以下地区：
光兴里社区、邵庄社区、一棉厂社区、光明社区、十电厂社区、幸福社区、杨河社区、官庄社区和工业区社区。

## 人口
2010年中国第六次人口普查时，垎塔埠街道共有人口50816人。共有家庭17946户，平均每户2.77人。14岁以下的少年儿童共7085人，占总人口13.94%；15-64岁人口共40519人，占总人口79.73%；65岁及以上的老年人共3212人，占总人口的6.320%。男性共计25800人，占总人口50.77%；女性共计25016，占总人口49.22%。本地居住的人口中，拥有本地户籍的人口为38742人，占76.23%。